# Joscho Stephan
Joscho Stephan (Mönchengladbach, 23 giugno 1979) è un chitarrista tedesco.

## Biografia
Avviato, sin dall'età di sei anni, alla pratica dello strumento dal padre, Günter, Joscho Stephan si iscrisse ai primi corsi di chitarra classica nella fase adolescenziale, durante la quale si avvicinò al Rock tramite l'ascolto di artisti quali Santana e Gary Moore. Fu a quindici anni, tuttavia, che il giovane musicista scoprì il genere del Jazz Manouche, come codificato da Django Reinhardt, sui cui passi egli decise di orientare la propria carriera musicale. Formato un quartetto in compagnia del padre (alla chitarra ritmica), figurò, nel 1997, sul palco del "Django Reinhardt Memorial Festival" di Augusta e, individualmente, si pose al seguito del chitarrista Peter Finger nella registrazione di un album, nel 1999. Nel medesimo anno Joscho Stephan pubblicò il suo primo album, "Swinging Strings", per mezzo del quale diede inizio a un'intensa produzione discografica, ogni volta, alla testa delle formazioni più disparate, tra trii, quartetti e quintetti. Frequenti, nei primi anni 2000, divennero anche le collaborazioni, in primo luogo, con artisti quali Tommy Emmanuel, Frank Vignola e Paquito D'Rivera. Al momento, Joscho Stephan si trova impegnato in tournée e seminari in giro per il mondo.

## Discografia
- 1999: Swinging Strings
- 2001: Swing News
- 2003: Django Forever
- 2006: Acoustic Live
- 2007: Joscho Stephan - Live In Concert (DVD) (con la partecipazione di Richard Smith)
- 2010: Django Nuevo
- 2011: Gypsy Meets Jazz con Olivier Holland
- 2012: Gypsy meets the Klezmer con Helmut Eisel
- 2025: Highwire con Cornelius Claudio Kreusch